# Кожинська сільська адміністрація
Кожи́нська сільська адміністрація (каз. Қожа ауылдық әкімдігі, рос. Кожинская сельская администрация) — адміністративна одиниця у складі Наурзумського району Костанайської області Казахстану. Адміністративний центр та єдиний населений пункт — село Кожа.
Населення — 726 осіб (2021; 874 у 2009, 1355 у 1999, 2801 у 1989).
Станом на 1989 рік існувала Наурзумська сільська рада (селища Єгінсай, Наурзум, Новонаурзумський, Октябр, Саришиганак). Села Октябр та Саришиганак ліквідовано 2008 року, село Наурзум — 2009 року, Наурзумський сільський округ перетворено в Кожинську сільську адміністрацію, село Єгінсай ліквідовано також 2009 року.

## Склад
До складу адміністрації входять такі населені пункти:
| Населений пункт   | Старі назви      | Населення, осіб (1989) | Населення, осіб (1999) | Населення, осіб (2009) | Населення, осіб (2021) |
| ----------------- | ---------------- | ---------------------- | ---------------------- | ---------------------- | ---------------------- |
| Єгінсай, село     | -                | 465                    | 177                    | -                      | -                      |
| Кожа, село        | Новонаурзумський | 1534                   | 944                    | 826                    | 726                    |
| Наурзум, село     | -                | 157                    | 75                     | 48                     | -                      |
| Октябр, село      | -                | 373                    | 79                     | -                      | -                      |
| Саришиганак, село | -                | 272                    | 80                     | -                      | -                      |